# Serengeti Minstrel
| Recensione | Giudizio |
| ---------- | -------- |
| AllMusic   |          |

Serengeti Minstrel è il quinto album del sassofonista jazz statunitense Sonny Fortune, pubblicato dalla Atlantic Records nell'agosto del 1977.

## Tracce

### LP
(1977, Atlantic Records, SD 18225)
Lato A (ST-A-773897-RI)
1. Bacchanal – 5:42 (musica: Kenny Barron) – Registrato il 6 aprile 1977
2. The Afro-Americans – 7:26 (musica: Sonny Fortune) – Registrato il 7 aprile 1977
3. There's Nothing Smart About Being Stupid – 6:47 (musica: Sonny Fortune) – Registrato il 7 aprile 1977

Durata totale: 19:55
Lato B (ST-A-773898-RI)
1. Not All Dreams Are Real – 5:53 (musica: Sonny Fortune) – Registrato il 6 aprile 1977
2. Never Again Is Such a Long Time – 4:45 (musica: Sonny Fortune) – Registrato l'8 aprile 1977
3. Serengeti Minstrel – 10:53 (musica: Horace Arnold) – Registrato il 6 e 7 aprile 1977

Durata totale: 21:31

## Formazione
Bacchanal
- Sonny Fortune – flauto, flauto alto
- Kenny Barron – pianoforte elettrico Fender Rhodes
- Gary King – basso elettrico
- Jack DeJohnette – batteria
- Sammy Figueroa – congas, bongos
- Rafael Cruz – percussioni

The Afro-Americans
- Sonny Fortune – sassofono alto, battito delle mani
- Woody Shaw – cornetta
- Kenny Barron – pianoforte elettrico Fender Rhodes
- Gary King – basso elettrico
- Jack DeJohnette – batteria
- Sammy Figueroa – congas
- Rafael Cruz – percussioni

There's Nothing Smart About Being Stupid
- Sonny Fortune – sassofono soprano
- Woody Shaw – flicorno
- Kenny Barron – pianoforte elettrico Fender Rhodes
- Gary King – basso elettrico
- Jack DeJohnette – batteria
- Sammy Figueroa – conga, fischietto
- Rafael Cruz – cuíca, percussioni

Not All Dreams Are Real
- Sonny Fortune – sassofono alto, flauto
- Kenny Barron – pianoforte elettrico Fender Rhodes
- Gary King – basso elettrico
- Jack DeJohnette – batteria
- Sammy Figueroa – congas
- Rafael Cruz – percussioni

Never Again Is Such a Long Time
- Sonny Fortune – flauto
- Jack Wilkins – chitarra elettrica

Serengeti Minstrel
- Sonny Fortune – sassofono soprano, ottavino, flauto, flauto alto
- Kenny Barron – pianoforte elettrico Fender Rhodes
- Gary King – basso elettrico
- Horacee Arnold – batteria, celeste, marimba basso, gong, battito delle mani
- Sammy Figueroa – congas
- Rafael Cruz – percussioni
- Jack DeJohnette – batteria

### Produzione
- Ed Michel – produzione (per VPI)
- Registrazioni effettuate al Generation Sound Studios di New York City, New York
- Tony May – ingegnere delle registrazioni
- Mixaggi effettuati al Village Recorder di Los Angeles, California
- Baker Bigsby – ingegnere del mixaggio
- Gilmar Fortis – assistente ingegnere del mixaggio
- Bob Defrin – grafica copertina album originale
- Lynn Breslin – design copertina album originale
- John Collier – illustrazione copertina album originale
- Frank Moscati – foto retrocopertina album originale
- Elliot Meadow – note retrocopertina album originale[3]